# Apple TV
Apple TV ist eine Set-Top-Box des Herstellers Apple. Es wird an ein Fernsehgerät oder an einen Bildschirm angeschlossen und kann auf diesem verschiedene Medieninhalte wiedergeben, die es über ein lokales Netzwerk oder das Internet erhält.
Am 1. September 2010 stellte Apple die zweite, am 7. März 2012 die dritte und am 9. September 2015 die vierte Generation vor.
Das Apple TV 4K wurde am 12. September 2017 eingeführt.
Mit der am 20. April 2021 vorgestellten zweiten Generation des Apple TV 4K wurde auch die Fernbedienung Siri Remote aktualisiert. Diese lag dann auch dem älteren Apple TV HD bei.
Am 18. Oktober 2022 stellte Apple die dritte Generation des Apple TV 4K vor.

## Projektname iTV und Konzeptidee
Nach dem Erfolg von iTunes ging Apple der Frage nach, wie das optimale Gerät für iTunes im Wohnzimmer aussehen könnte. In Form des iPods existierte bereits ein mobiles Gerät für iTunes. Anders als üblich kündigte Steve Jobs auf der Präsentation am 12. September 2006 ein neues Produkt namens iTV noch vor der Fertigstellung an. Dass eine Set-Top-Box keinen TV-Empfang und auch keinen DVD-Spieler beinhaltet, war ungewöhnlich und wurde von Steve Jobs begründet mit der Überlegung, dass der typische Haushalt im Wohnzimmer bereits alle Geräte zum Abspielen von CD, DVD und zum Aufnehmen von Videos besitze. Das einzige, was fehle, sei ein iTunes-Player, mit dem man seine digitale Mediensammlung vom Computer in das Wohnzimmer bekomme. iTV wurde daher nur als WLAN-Empfangsgerät präsentiert. Steve Jobs begründete seine Argumentation mit zahlreichen Abbildungen typischer Wohnzimmer mit vielen übereinandergestapelten Geräten; dabei lag stets ein iTV obenauf.
Im Januar 2007 wurde das fertige Produkt unter dem Namen Apple TV vorgestellt, um Namenskonflikte mit dem britischen Fernsehsender Independent Television (ITV) zu vermeiden. Gegenüber der Präsentation vom 12. September hatte die erste Generation des Apple TV eine eigene Festplatte erhalten und ein vollständiges Betriebssystem auf Basis von Mac OS X. Auch mit der deutlich erhöhten Hardwareleistung blieb das Nutzungskonzept gleich.
Seit April 2009 werden in iTunes auch deutschsprachige Kinofilme angeboten. Erst seitdem sind die IPTV-Funktionen (Internet-TV) im Apple TV auch in dem Umfang nutzbar wie bei der Markteinführung 2007 angekündigt.

## Betriebssystem
Als Betriebssystem wurden beim Apple TV der ersten Generation speziell angepasste Versionen von Mac OS X verwendet. Bei der ursprünglich Apple-TV-Software genannten ersten Version wurde noch eine angepasste Version des auch unter Mac OS X Tiger (10.4, 2005) verfügbaren Programms Front Row als Benutzeroberfläche genutzt. Bis Version 3 bildete Mac OS X weiterhin direkt die Basis der Apple-TV-Software, da das erste Apple TV – wie die Computer von Apple ab 2006 – eine IA-32-Prozessorarchitektur (Prozessoren von Intel) bietet.
Ab Version 4 basiert die Apple-TV-Software direkt auf iOS und somit nur noch mittelbar auf Mac OS X. Daher ist sie nur auf der im Apple TV ab der zweiten Generation verwendeten ARM-Architektur – wie sie auch in mobilen Apple-Geräten wie iPhone, iPad und Apple Watch genutzt wird – lauffähig. Apple entwirft die eingesetzten ARM-Prozessoren selbst.
Ab der vierten Generation des Apple TV wird ein neues Betriebssystem namens tvOS verwendet, das allerdings weiterhin auf iOS basiert. Die Versionsnummer wurde an jene von iOS angeglichen, sodass die erste Version von tvOS die Versionsnummer 9.0 trägt. Auf älteren Generationen des Apple TV läuft tvOS nicht. Neben einer komplett überarbeiteten Benutzeroberfläche bietet es u. a. einen App Store und die Sprachsteuerung Siri.

## Bedienung

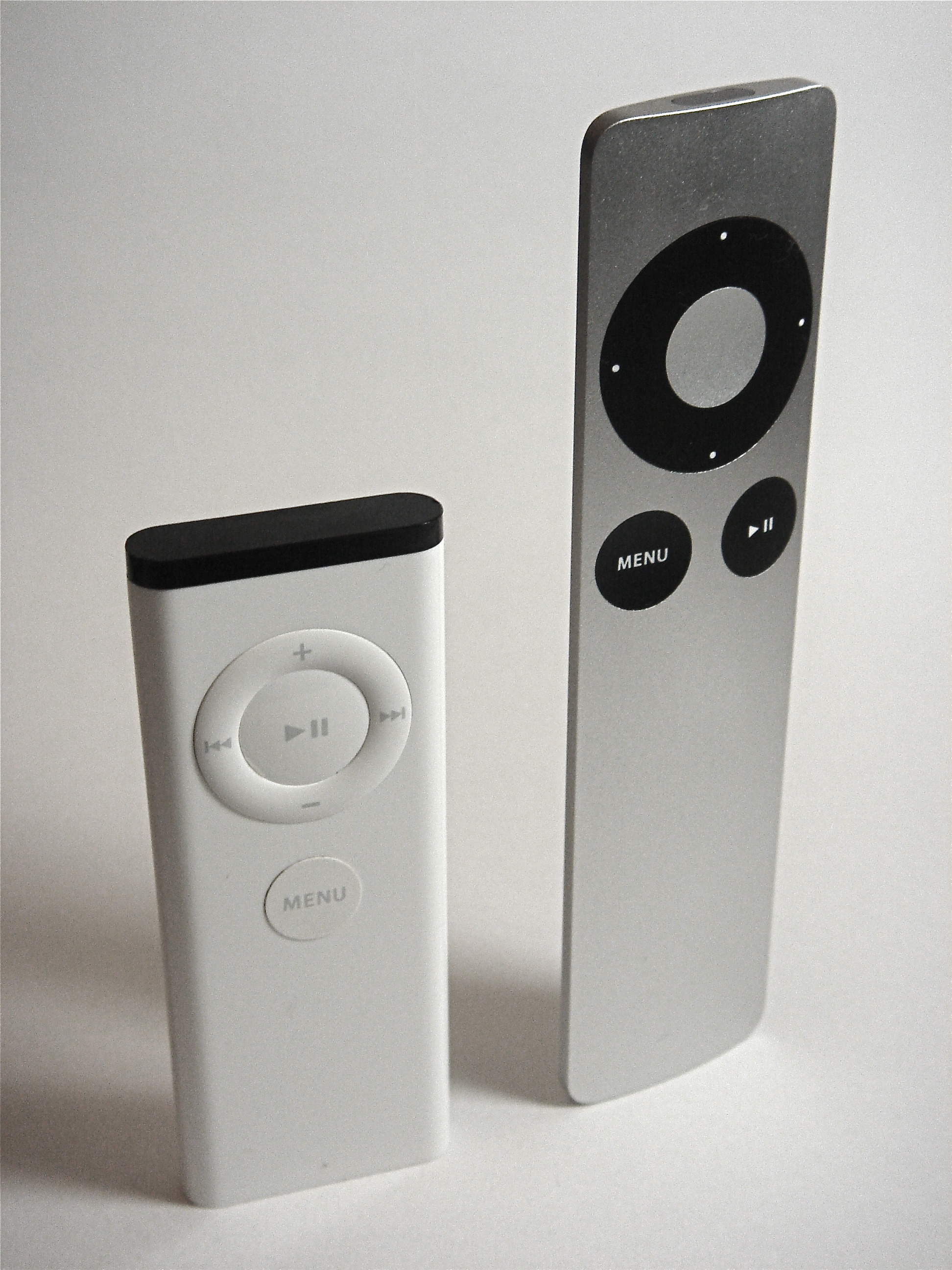
Apple Remote 1. Generation (links) und 2. Generation (rechts)
(2. Gen. Remote ab 3. Gen. Apple TV)

Ursprünglich konnte Apple TV nur mit der mitgelieferten Fernbedienung Apple Remote bedient werden, so dass Inhalte außerhalb von Apple TV immer eine zweite Fernbedienung erforderten. Später führte Apple weitere Bedienkonzepte ein:
- Mit Apple TV ab der 2. Generation kann man Infrarot-Fernbedienungen anderer Hersteller anlernen.[5]
- Apple TV wird auch zum Abspielen von Musik verwendet. Zur Bedienung ohne eingeschalteten Fernseher bietet Apple die kostenlose App Remote an, die die Bedienung mittels eines unter iOS laufenden Geräts ermöglicht.[6] Damit kann der Fernseher ausgeschaltet bleiben. Außerdem ist die Bedienung mit dem Programm Remote wesentlich flüssiger als mit der Apple-Fernsteuerung und dem weit entfernten Fernseher.[7]
- Über die AirPlay-Schnittstelle der Betriebssysteme macOS und iOS lassen sich Ton und Bildschirm als Streaming-Schnittstelle ohne iTunes auf Apple-TV übertragen.
- Bluetooth-Tastaturen können ebenfalls mit Apple TV ab der dritten Generation verbunden werden.

Mit der vierten Generation von Apple TV kamen drei weitere Eingabewege im Dezember 2015 hinzu:
- Gamecontroller von Drittherstellern werden über eine offizielle Schnittstelle von tvOS unterstützt.
- Die HDMI-Erweiterung Consumer Electronics Control (CEC) wird jetzt unterstützt von Apple TV. Damit kann die Fernbedienung des Fernsehers ohne Anlernen unmittelbar benutzt werden: Der Fernseher leitet das empfangene Infrarotsignal über das HDMI-Kabel an Apple TV weiter, so dass auch kein Sichtkontakt mehr bestehen muss. Die Tasten der Fernbedienung sind über HDMI CEC auch automatisch kontextsensitiv richtig, d. h. wenn bspw. das klassische Fernsehprogramm läuft, so reagieren die OK-Taste zum Beispiel nicht für Apple TV, sondern nur, wenn auch der HDMI-Eingang des Fernsehers auf Apple TV steht. Das Gleiche gilt auch für die Cursor- und Spezialtasten wie Play und Pause und Zurück.
- Die Fernbedienung Apple Siri Remote mit Touch-Bedienung, Lautstärketasten und Siri-Bedienung: Die Apple Siri Remote kann über die HDMI-Erweiterung CEC auch ein Aufwecken-Signal vom Apple TV der vierten Generation auf den per HDMI angeschlossenen Fernseher geben, der dann auch den HDMI-Eingang auf Apple TV umlegt. Sollte der Fernseher bei diesen Aufwecken-Signal im Standby-Modus sein, so wechselt der Fernseher entsprechend. Damit wird erstmals eine Bedienung ohne die Fernbedienung des Fernsehers möglich.

## Hardware

### 1. Generation

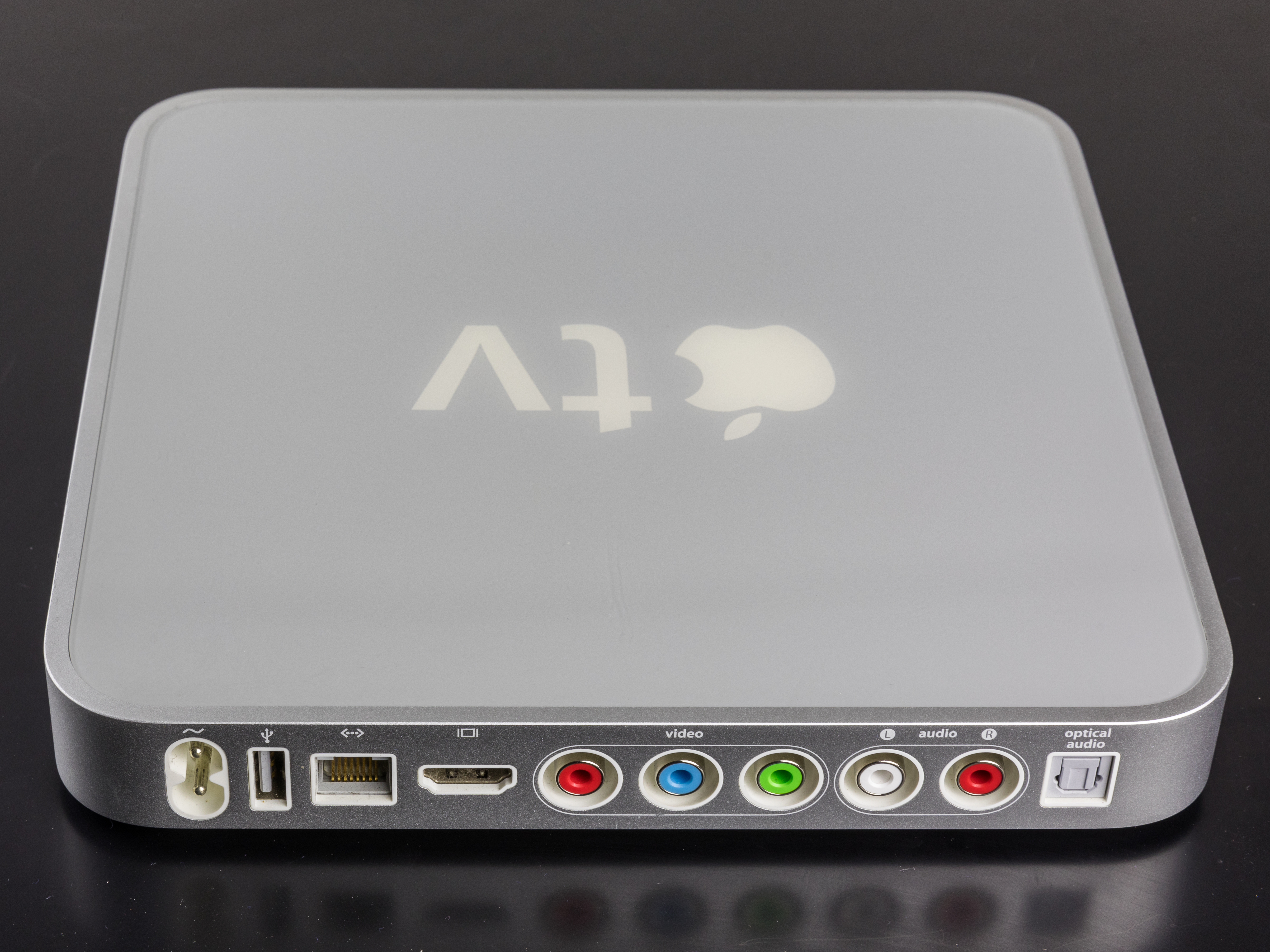
Apple TV der ersten Generation (Rückseite)

Die erste Generation des Apple TV erschien am 21. März 2007. Es enthielt eine 40-GB-Festplatte, am 31. Mai 2007 erschien zudem ein Modell mit 160 GB. Während die 40-GB-Variante am 14. September 2009 vom Markt genommen wurde, blieb das 160-GB-Modell bis zum Erscheinen der zweiten Generation erhältlich. Es hat äußerlich eine große Ähnlichkeit mit dem ursprünglichen Mac mini, ist aber flacher und breiter und besitzt die Abmessungen der damals aktuellen Time Capsule bzw. des Mac mini von Apple. Trotz seiner Ähnlichkeit mit einem Mac mini zählt Apple den Apple TV nicht zur Mac-Produktreihe, sondern ordnete ihn auf der Apple-Webseite in die Produktreihe iPod und iTunes bzw. iTunes ein.
Über die WLAN- oder Ethernetschnittstelle werden Mediendateien (Musik, Videos, Fotos) aus der iTunes-Bibliothek eines Windows-PCs oder eines Macintosh-Rechners auf die Festplatte des Apple TV synchronisiert und können dann auf einem Fernseher oder Bildschirm betrachtet werden. Bis zu fünf weitere Computer können ihre Daten per Streaming an das Apple TV senden, die dort also nur unmittelbar angezeigt, aber nicht gespeichert werden. Weiter spielt das Apple TV auch Kinotrailer von der QuickTime-Webseite sowie Videos von YouTube ab. Mit der Betriebssystem-Version 2.0 können sowohl Musikstücke als auch Videos direkt vom Apple TV im iTunes Store gekauft werden. Sie werden ebenfalls auf die Festplatte des Apple TV heruntergeladen, die bei der nächsten Synchronisation mit iTunes abgeglichen wird. Auch Podcasts können direkt aus dem Internet „gestreamt“ werden. Das Gerät verfügt außer der Fernbedienung über keine Tasten. Ein Ausschalten ist nicht vorgesehen, es existiert lediglich ein Standby-Modus, der per Fernbedienung aktiviert werden kann.
Einen Fernsehempfänger oder eine digitale Videorekorderfunktion besitzt das Gerät nicht, deshalb können nur Inhalte aus einer iTunes-Bibliothek abgespielt werden. Jedoch ist es möglich, einen externen USB-TV-Tuner anzuschließen und mit Hilfe alternativer, nicht unterstützter Betriebssysteme (z. B. Linux) weitere Funktionen nachzurüsten.

### 2. Generation

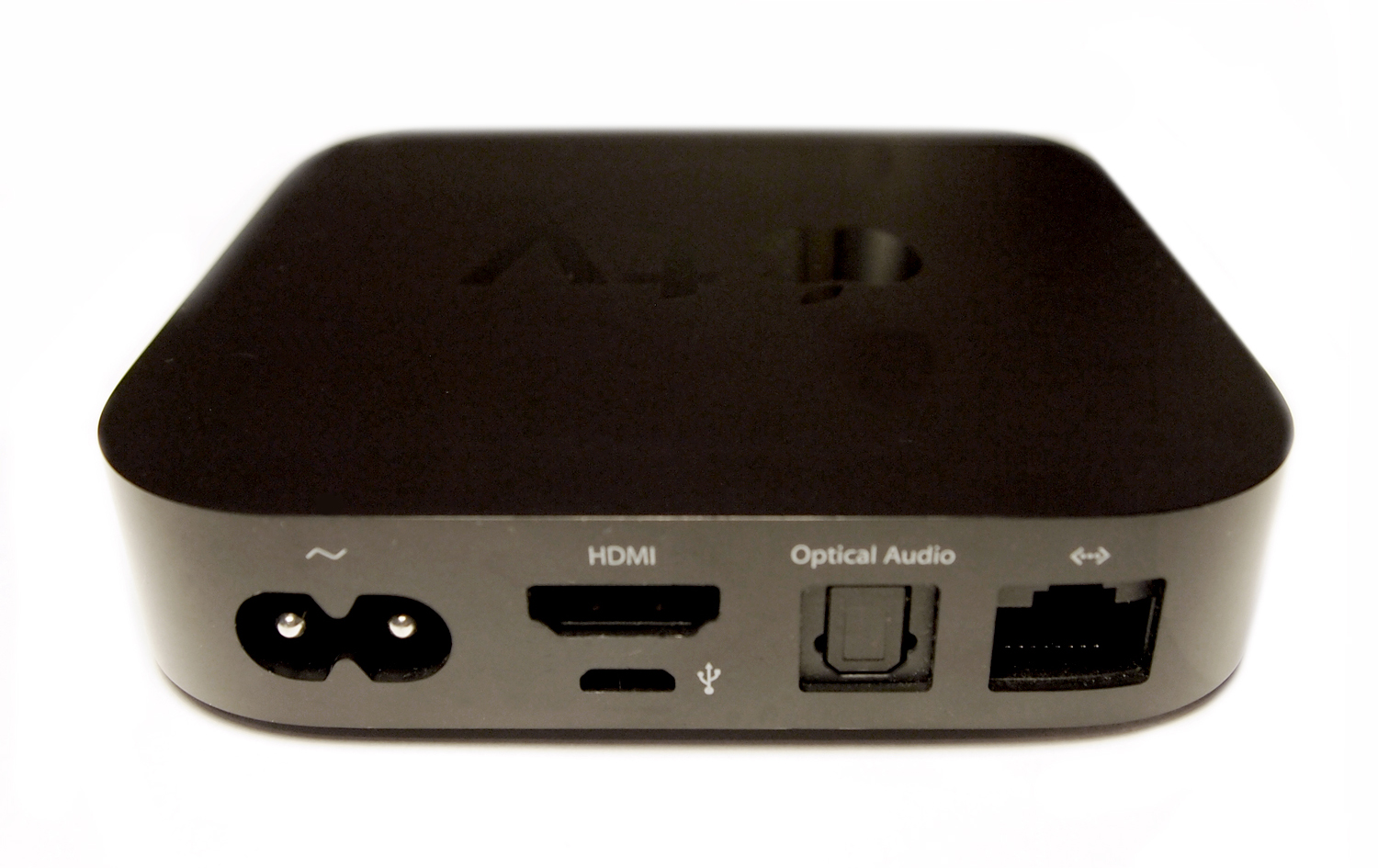
Apple TV der zweiten Generation (Rückseite). Die dritte Generation sieht äußerlich identisch aus.

Am 1. September 2010 stellte Steve Jobs (damals Apple-CEO) auf einer Pressekonferenz eine neue Generation des Apple TV vor. Seit dem 11. November 2010 ist Apple TV auch in der Schweiz, Österreich und Italien erhältlich; gleichzeitig bot nun dort der iTunes Store auch Filme. Der Kunde erhält mit der zweiten Generation die Möglichkeit, Filme in HD-Qualität (720p) anzuschauen und Fotos und Musik direkt vom Computer zu streamen. Ferner können Filme und Musik über AirPlay drahtlos von einem iPod, iPhone oder iPad an das Gerät im lokalen Netzwerk übertragen werden.
Gebrauchtgeräte dieser Generation erzielen gegenüber dem Folgemodell deutlich höhere Preise, da bei diesen mit Hilfe des Jailbreaks von Apple nicht vorgesehene Software wie das XBMC Media Center oder aTV Flash zum Einsatz kommen kann. Diese ermöglichen u. a. auch die Wiedergabe von Medienformaten wie DivX, Xvid und Matroska; ferner gibt es einen HTML5-fähigen Webbrowser.

### 3. Generation
Die dritte Generation des Apple TV wurde im März 2012 vorgestellt. Äußerlich blieb das Gerät gegenüber der zweiten Generation unverändert, jedoch wurde der Hauptspeicher auf 512 MB vergrößert und ein Upgrade des Chipsatzes (Prozessor, Grafikeinheit, WLAN-Hardware) vorgenommen: Das Gerät verwendet den Apple A5 in der Single-Core-Variante. Dies ermöglicht jetzt auch Filme in Full-HD-Qualität (1080p) abzuspielen.
Im März 2013 wurde das interne Design erneut überarbeitet; durch eine Veränderung des Chipdesigns konnten weitere Stromeinsparungen erzielt werden. Neue Funktionen wurden jedoch (bis auf Peer-to-Peer-AirPlay ab Apple-TV-Software 7.0) nicht implementiert. Das überarbeitete Modell wird als Rev. A (A1469) bezeichnet.

### HD (zuvor 4. Generation)
Am 9. September 2015 präsentierte Apple die vierte Generation des Apple TV. Die vierte Generation des Apple TV konnte ab dem 26. Oktober vorbestellt werden; die Auslieferung begann am 29. Oktober 2015. Das Gerät hat die gleiche Form wie das der zweiten und dritten Generation, ist jedoch etwas höher. Es verwendet eine Variante des Apple A8 mit 2 GB Hauptspeicher und beherrscht zusätzlich zu den von der dritten Generation unterstützten Funkstandards nun auch WLAN 802.11ac. Der Ethernet-Anschluss blieb bestehen und der optische Audioausgang wurde entfernt. Der Micro-USB-Anschluss des Vorgängermodells wurde durch USB-Typ C ersetzt. Dieser USB-Anschluss dient primär der Wartung und Diagnose, sekundär können Softwareentwickler diese auch offiziell zur Aufzeichnung von Bildschirmvideos nutzen. Zusätzlich gibt es noch einen Infrarot-Empfänger für Fernbedienungen von älteren Fernsehern und älteren Apple Remote. Für Apps zum tvOS wurde das Gerät mit 32 oder 64 GB Flash-Speicher angeboten. Die mitgelieferte Fernbedienung wurde komplett überarbeitet und trägt den neuen Namen Siri Remote. Diese bietet nun ein Touchpad, einen Beschleunigungssensor und ein Gyroskop sowie zwei Mikrofone für die Nutzung von Siri.
Mit der Vorstellung des Nachfolgemodells wurde das 32-GB-Modell der 4. Generation im Preis gesenkt und die 64-GB-Variante eingestellt.
Im Rahmen des Apple Special Event am 25. März 2019 gab Apple eine Namensänderung bekannt, um den Funktionsumfang vom parallel erhältlichen Apple TV 4K deutlicher abzugrenzen. Seitdem wird die 4. Generation unter dem Namen Apple TV HD vertrieben.

### 4K (1. Generation)
Am 12. September 2017 wurde das Apple TV 4K vorgestellt. Namensgebend ist die Fähigkeit zur Wiedergabe von 4K- und HDR-Inhalten. Äußerlich gleicht es der vierten Generation (Apple TV HD), die Gehäuseabmessungen sind fast identisch. Mit dem Apple A10X Fusion kommt der SoC des iPad Pro der zweiten Generation zum Einsatz, im Apple TV jedoch mit 3 GB Arbeitsspeicher. Wegen der hohen Leistung ist zur Kühlung ein Lüfter verbaut, anders als beim Vorgängermodell. Erstmals im Apple TV wird Gigabit-Ethernet, simultanes Dualband-WLAN sowie Bluetooth 5.0 unterstützt. Der USB-C-Anschluss für Wartung und Diagnose entfällt. Wie die vorige Generation ist das Gerät mit 32 oder 64 GB Flash-Speicher erhältlich und wird mit Siri Remote geliefert.

### 4K (2. Generation)
Am 20. April 2021 wurde die zweite Generation des Apple TV 4K vorgestellt. Die Gehäuseabmessungen und das Gewicht sind identisch mit denen der Vorgängerversion. Mit dem Apple A12 Bionic kommt der Prozessor bzw. SoC des iPhone XS zum Einsatz. Die Siri Remote wurde überarbeitet, hat nun ein kantiges Design wie das iPhone 12 und wird laut Apple aus 100 % recyceltem Aluminium hergestellt. Erstmals wird im Apple TV WLAN der 6. Generation sowie HDMI 2.1 unterstützt. Außerdem kann das Apple TV nun wie der HomePod Mini als Basisstation für Thread-fähige SmartHome-Geräte benutzt werden, da erstmals der neue Funkstandard Thread unterstützt wird. Laut Apple wird für die Produktion der Hauptplatine 100 % recyceltes Lötzinn verwendet. Zusätzlich soll der Kunststoff in mehreren Komponenten aus 35 % oder mehr recyceltem Kunststoff stammen.
Die neue Siri Remote wird auch dem Apple TV HD beigelegt. Technisch bleibt das Apple TV HD jedoch unverändert.

### 4K (3. Generation)

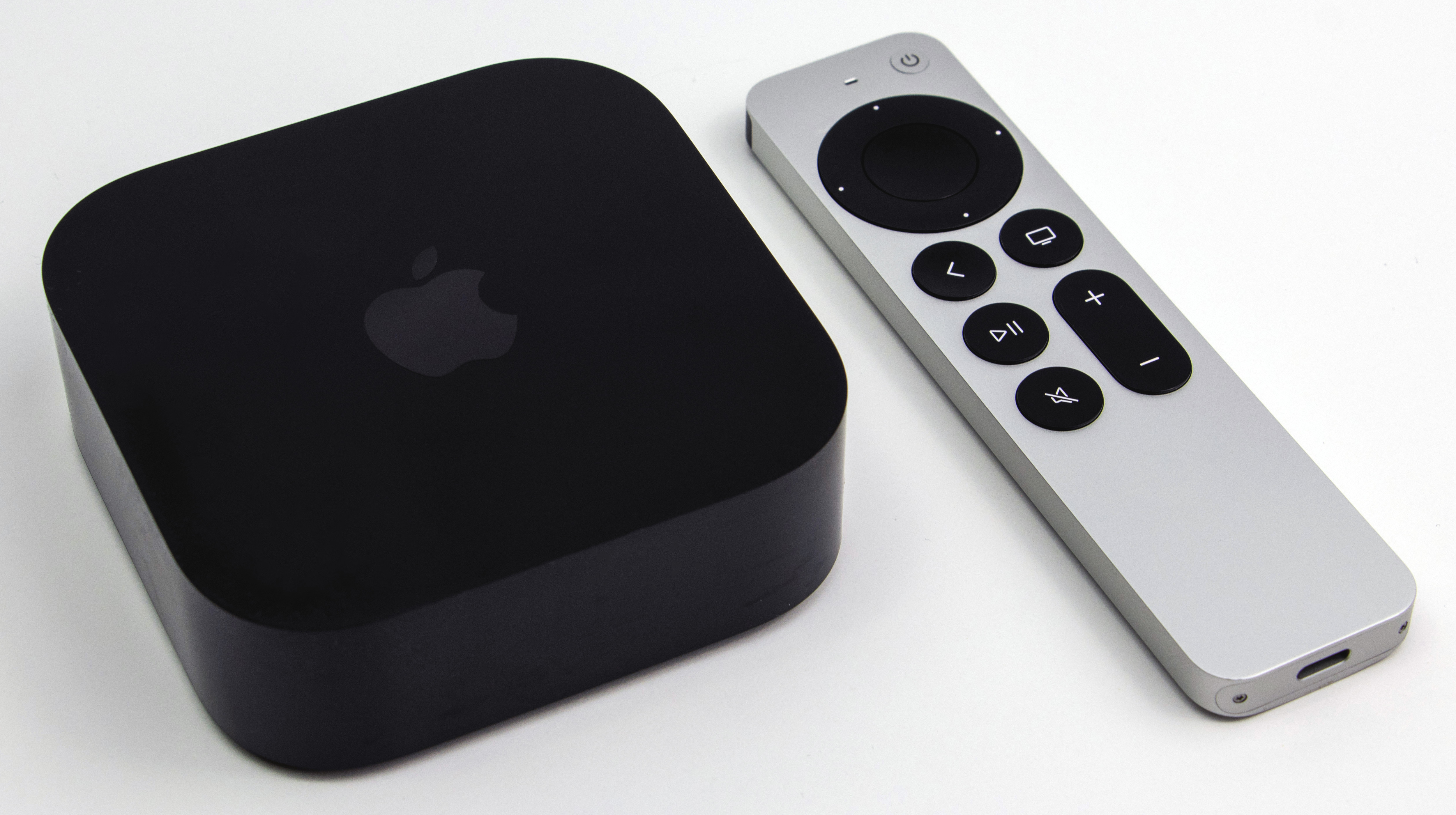
Apple TV 4K (3. Generation) mit Siri Remote

Am 18. Oktober 2022 wurde die dritte Generation des Apple TV 4K vorgestellt. Die Gehäuseabmessungen wurden leicht verringert und auch das Gewicht wurde reduziert. Mit dem Apple A15 Bionic kommt der Prozessor bzw. SoC des iPhone 13 Pro zum Einsatz. Der Anschluss der Siri Remote wurde von Lightning zu USB-C geändert.

### Technische Daten im Vergleich
|  | Eingestellt |  | Aktuell |

| Modell                        | 1. Generation | 2. Generation                                                 | 3. Generation                                                           | Apple TV HD (zuvor 4. Generation)                                | Apple TV 4K (1. Generation)                                     | Apple TV 4K (2. Generation)                                     | Apple TV 4K (3. Generation)                                                               |
| ----------------------------- | --- | ------------------------------------------------------------- | ----------------------------------------------------------------------- | ---------------------------------------------------------------- | --------------------------------------------------------------- | --------------------------------------------------------------- | ----------------------------------------------------------------------------------------- |
| Modellnummer                  | A1218 (MB189LL/A) | A1378 (MC572FD/A)                                             | A1427/A1469 (MD199FD/A)                                                 | A1625 (MGY52FD/A) (32 GB) (MLNC2FD/A) (64 GB)                    | A1842 (MQD22FD/A) (32 GB) (MP7P2FD/A) (64 GB)                   | A2169 (MXGY2FD/A) (32 GB) (MXH02FD/A) (64 GB)                   | A2737 (MN873FD/A) (64 GB) A2843 (MN893FD/A) (128 GB)                                      |
| Vorstellungstermin            | 12. September 2006 | 1. September 2010                                             | 7. März 2012                                                            | 9. September 2015                                                | 12. September 2017                                              | 20. April 2021                                                  | 18. Oktober 2022                                                                          |
| Preis USA                     | 229 $ | 99 $                                                          | 69 $                                                                    | 149 $ (32 GB), 199 $ (64 GB)                                     | 179 $ (32 GB), 199 $ (64 GB)                                    | 179 $ (32 GB), 199 $ (64 GB)                                    | 129 $ (64 GB), 149 $ (128 GB)                                                             |
| Preis D-A-CH                  | 269 € | 119 € 129 CHF                                                 | 79 € (Anfangs 109 €) 79 CHF                                             | 159 € (32 GB) bis September 2017: 179 € (32 GB) 229 € (64 GB)    | 199 € / 198,45 CHF (32 GB) 219 € / 228,36 CHF (64 GB)           | 199 € / 198,45 CHF (32 GB) 219 € / 228,36 CHF (64 GB)           | 169 € / 149 CHF (64 GB) 189 € / 169 CHF (128 GB)                                          |
| Prozessor                     | 1 GHz Intel Pentium M „Crofton“ | Apple A4 (ARM Cortex-A8)                                      | Apple A5 (Single Core ARM-Cortex-A9)                                    | Apple A8                                                         | Apple A10X Fusion                                               | Apple A12 Bionic                                                | Apple A15 Bionic                                                                          |
| Grafikprozessor               | Nvidia GeForce Go 7300 mit 64 MB VRAM | Apple A4 (PowerVR SGX535)                                     | Apple A5 (PowerVR SGX543MP2)                                            | Apple A8 (PowerVR GX6450)                                        | Apple A10X Fusion (PowerVR Serie 7XT)                           | Apple A12 Bionic Vierkern-Grafikprozessor                       | Apple A15 Bionic Fünfkern-Grafikprozessor                                                 |
| Arbeitsspeicher               | 256 MB, 400 MHz DDR2-SDRAM | 256 MB                                                        | 512 MB                                                                  | 2 GB                                                             | 3 GB                                                            | 3 GB                                                            | 4 GB                                                                                      |
| Interner Speicher             | 40 oder 160 GB Festplatte | 8 GB Flash (nur für das Betriebssystem und als Puffer)        | 8 GB Flash (nur für das Betriebssystem und als Puffer)                  | 32 oder 64 GB Flash                                              | 32 oder 64 GB Flash                                             | 32 oder 64 GB Flash                                             | 64 oder 128 GB Flash                                                                      |
| Anschlüsse                    | Component Video, HDMI, Optischer Audioausgang, Infrarot-Empfänger, USB 2.0 (offiziell nur für Diagnosezwecke, nach einem Jailbreak lassen sich Festplatten, Mäuse und Tastaturen anschließen) | Micro-USB, HDMI, Optischer Audioausgang, Infrarot-Empfänger   | Micro-USB, HDMI, Optischer Audioausgang, Infrarot-Empfänger             | USB-C, HDMI, Infrarot-Empfänger                                  | HDMI, Infrarot-Empfänger, Gigabit Ethernet                      | HDMI 2.1, Infrarot-Empfänger, Gigabit Ethernet                  | HDMI 2.1, Infrarot-Empfänger, Gigabit Ethernet (nur 128 GB)                               |
| Netzwerk                      | WLAN (802.11b/g/n), 10/100 Ethernet | WLAN (802.11a/b/g/n), 10/100 Ethernet                         | WLAN (802.11a/b/g/n), 10/100 Ethernet, Peer-to-Peer-AirPlay (nur A1469) | WLAN (802.11a/b/g/n/ac), 10/100 Ethernet, Peer-to-Peer-AirPlay   | WLAN (802.11a/b/g/n/ac), Gigabit Ethernet, Peer-to-Peer-AirPlay | WLAN (802.11ax), Gigabit Ethernet, Thread, Peer-to-Peer-AirPlay | WLAN (802.11ax), Gigabit Ethernet (nur 128 GB), Thread (nur 128 GB), Peer-to-Peer-AirPlay |
| Bluetooth                     | – | 2.1 (nur mit Jailbreak)                                       | 4.0 (ab iOS 5.2 Support für Tastaturen)                                 | 4.0 (MFi-zertifizierte Spielecontroller, Tastatur (ab tvOS 9.2)) | 5.0                                                             | 5.0                                                             | 5.0                                                                                       |
| Ausgabe                       | 720p 60/50 Hz, 576p/576i 50 Hz (PAL), 480p/480i (480i wird inoffiziell unterstützt) 60 Hz | 720p, 480p                                                    | 1080p, 720p, 480p                                                       | 1080p, 720p, 480p                                                | 4K, 1080p, 720p, 480p                                           | 4K, 1080p, 720p, 480p                                           | 4K, 1080p, 720p, 480p                                                                     |
| Audioanschlüsse               | S/PDIF Optischer Audioausgang, HDMI, Audio Cinch | S/PDIF Optischer Audioausgang (48 kHz feste Abtastrate), HDMI | S/PDIF Optischer Audioausgang (48 kHz feste Abtastrate), HDMI           | HDMI                                                             | HDMI                                                            | HDMI mit ARC support                                            | HDMI mit ARC support                                                                      |
| Stromversorgung               | Eingebautes 48-W-Netzteil | Eingebautes 6-W-Netzteil                                      | Eingebautes 6-W-Netzteil                                                | Eingebautes 11-W-Netzteil                                        | Eingebautes 13-W-Netzteil                                       | Eingebautes 13-W-Netzteil                                       |                                                                                           |
| Kühlung                       | aktiv | passiv                                                        | passiv                                                                  | aktiv                                                            | aktiv                                                           | aktiv                                                           | passiv                                                                                    |
| Abmessungen                   | 197 mm (T), 197 mm (B), 28 mm (H) | 98 mm (T), 98 mm (B), 23 mm (H)                               | 98 mm (T), 98 mm (B), 23 mm (H)                                         | 98 mm (T), 98 mm (B), 33 mm (H)                                  | 98 mm (T), 98 mm (B), 35 mm (H)                                 | 98 mm (T), 98 mm (B), 35 mm (H)                                 | 93 mm (T), 93 mm (B), 31 mm (H)                                                           |
| Gewicht                       | 1,1 kg | 0,27 kg                                                       | 0,27 kg                                                                 | 0,41 kg                                                          | 0,43 kg                                                         | 0,43 kg                                                         | 0,21 kg                                                                                   |
| Ursprüngliches Betriebssystem | Apple-TV-Software 1.0 (Basierend auf Mac OS X 10.4) | Apple-TV-Software 4.0 (Basierend auf iOS 4.1)                 | Apple-TV-Software 5.00 (Basierend auf iOS 5.1)                          | tvOS 9.00 (Basierend auf iOS 9.0)                                | tvOS 11.0 (Basierend auf iOS 11.0)                              | tvOS 14.5 (Basierend auf iOS 14.5)                              | tvOS 16.1 (Basierend auf iOS 16.1)                                                        |
| Aktuelles Betriebssystem      | Apple-TV-Software 3.0.2 (Basierend auf Mac OS X 10.4) | Apple-TV-Software 6.2.1 (Basierend auf iOS 7.1.2)             | Apple-TV-Software 7.9                                                   | tvOS 18.5 (Basierend auf iOS 18.5)                               | tvOS 18.5 (Basierend auf iOS 18.5)                              | tvOS 18.5 (Basierend auf iOS 18.5)                              | tvOS 18.5 (Basierend auf iOS 18.5)                                                        |